# Football Club Sporting Benevento 1998-1999
Questa voce raccoglie le informazioni riguardanti il Football Club Sporting Benevento nelle competizioni ufficiali della stagione 1998-1999.

## Stagione
Nella stagione 1998-1999 il Benevento disputa il girone C del campionato di Serie C2, ottiene con 52 punti il quarto posto in classifica, con il diritto a disputare i playoff, nelle semifinali ha superato il Catanzaro, nella finale giocata a Lecce ha superato il Messina (2-1) ed è salito in Serie C1, con il Catania che aveva vinto il campionato. La squadra giallorossa allenata da Franco Dellisanti gioca un ottimo girone di andata, nel quale ha raccolto 30 punti, secondo a due lunghezze dal Catania. Nel girone di ritorno perde terreno dalle prime, raccoglie solo 22 punti, piazzandosi al quarto posto. Tenendo però le forze per sorprendere Catanzaro e Messina nei playoff, e salire di categoria. Nella Coppa Italia di Serie C le streghe disputano il girone "O" di qualificazione, vinto dalla Juve Stabia.

## Rosa
| N. |                   | Ruolo | Calciatore            |
| -- | ----------------- | ----- | --------------------- |
|    | Italia (bandiera) | C     | Angelo Andreoli       |
|    | Italia (bandiera) | A     | Salvatore Bertuccelli |
|    | Italia (bandiera) | D     | Raffaele Boscia       |
|    | Italia (bandiera) | A     | Claudio Calabrese     |
|    | Italia (bandiera) | C     | Giovanni Campo        |
|    | Italia (bandiera) | C     | Nicolò Cirillo        |
|    | Italia (bandiera) | D     | Rosario Compagno      |
|    | Italia (bandiera) | P     | Pietro Cutolo         |
|    | Italia (bandiera) | A     | Tiziano D'Isidoro     |
|    | Italia (bandiera) | P     | Emiliano Dei (I)      |
|    | Italia (bandiera) | C     | Domenico De Simone    |
|    | Italia (bandiera) | C     | Gianluca Di Giulio    |
|    | Italia (bandiera) | A     | Matteo Galassi        |
|    | Italia (bandiera) | D     | Cristian Galliano     |
|    | Italia (bandiera) | D     | Mario Grasso          |
|    | Italia (bandiera) | A     | Giuseppe Guardabascio |

| N. |                   | Ruolo | Calciatore          |
| -- | ----------------- | ----- | ------------------- |
|    | Italia (bandiera) | D     | Cisco Guida         |
|    | Italia (bandiera) | P     | Roberto Izzo        |
|    | Italia (bandiera) | D     | Nicola Lo Calzo     |
|    | Italia (bandiera) | C     | Carlo Luisi         |
|    | Italia (bandiera) | D     | Pietro Mariani      |
|    | Italia (bandiera) | A     | Francesco Marra     |
|    | Italia (bandiera) | A     | Mario Massaro       |
|    | Italia (bandiera) | D     | Stefano Mastroianni |
|    | Italia (bandiera) | D     | Alex Negro Frer     |
|    | Italia (bandiera) | D     | Paolo Pancione      |
|    | Italia (bandiera) | C     | Luca Pagano         |
|    | Italia (bandiera) | A     | Onorato Pedicini    |
|    | Italia (bandiera) | D     | Giuseppe Petitto    |
|    | Italia (bandiera) | D     | Antonio Ruggiero    |
|    | Italia (bandiera) | D     | José Sparti         |
|    | Italia (bandiera) | C     | Renato Voglino      |

## Risultati

### Serie C2

#### Girone di andata
| Arbitro: | Gazzi (Torino) |

|                         |           |                      |
| Tribuna 19’ Cagnale 67’ | Marcatori | 15’ (rig.) D'Isidoro |

| Arbitro: | Griselli (Livorno) |

|                             |           |           |
| D'Isidoro 86’ Mariani 90+2’ | Marcatori | 2’ Di Dio |

| Arbitro: | Palanca (Roma) |

|                           |           |  |
| Campilongo 35’ Pisani 52’ | Marcatori |  |

| Arbitro: | Morganti (Ascoli Piceno) |

|  |           |              |
|  | Marcatori | 90+2’ Lugnan |

| Benevento 3 ottobre 1998 5ª giornata | Sporting Benevento         | 0 – 0 | Castrovillari | Stadio Santa Colomba\| Arbitro: \| Santucci (Reggio Calabria) \| |
| Arbitro:                             | Santucci (Reggio Calabria) |       |               |                                                                  |

| Arbitro: | N. Ayroldi (Molfetta) |

|  |           |             |
|  | Marcatori | 70’ Petitto |

| Arbitro: | Nicoletti (Macerata) |

|                           |           |  |
| Guida 29’ Bertuccelli 83’ | Marcatori |  |

| Arbitro: | Griselli (Livorno) |

|             |           |  |
| Conte 90+3’ | Marcatori |  |

| Arbitro: | Bianco (Mestre) |

|                                   |           |  |
| Massaro 53’ Marra 64’, 73’ (rig.) | Marcatori |  |

| Arbitro: | Girardi (San Donà di Piave) |

|                                    |           |                                            |
| M. Scarpa 15’ (rig.) Terzaroli 70’ | Marcatori | 48’ Bertuccelli 72’ (rig.), 90+3’ F. Marra |

| Arbitro: | Cecotti (Udine) |

|                                          |           |  |
| F. Marra 45+1’ Bertuccelli 73’ Guida 82’ | Marcatori |  |

| Arbitro: | Zaltron (Bassano del Grappa) |

|  |           |              |
|  | Marcatori | 42’ F. Marra |

| Arbitro: | Belloli (Bergamo) |

|                      |           |            |
| D'Isidoro 78’ (rig.) | Marcatori | 67’ Spilli |

| Tricase 12 dicembre 1998 14ª giornata | Tricase       | 0 – 0 | Sporting Benevento | Stadio Comunale San Vito\| Arbitro: \| Lion (Padova) \| |
| Arbitro:                              | Lion (Padova) |       |                    |                                                         |

| Arbitro: | Ferlito (Prato) |

|                         |           |  |
| Guida 68’ Di Giulio 83’ | Marcatori |  |

| Arbitro: | Ciampi (Pisa) |

|             |           |  |
| Marsich 55’ | Marcatori |  |

| Arbitro: | Palanca (Roma) |

|                                     |           |  |
| F. Marra 38’ (rig.) D'Isidoro 90+1’ | Marcatori |  |

#### Girone di ritorno
| Arbitro: | Morganti (Ascoli Piceno) |

|                              |           |                         |
| Bertuccelli 25’ F. Marra 41’ | Marcatori | 50’ Marchetti 76’ Perna |

| Arbitro: | Battistella (Conegliano) |

|                       |           |  |
| Di Dio 10’ Caputo 45’ | Marcatori |  |

| Arbitro: | Lombardi (Lanciano) |

|                                                                           |           |               |
| Di Giulio 12’ De Simone 42’, 58’ Bertuccelli 62’ F. Marra 72’ Massaro 78’ | Marcatori | 34’ Corazzini |

| Arbitro: | Tomasi (Conegliano) |

|                            |           |  |
| Marziano 4’ Passiatore 46’ | Marcatori |  |

| Castrovillari 6 febbraio 1999 22ª giornata | Castrovillari    | 0 – 0 | Sporting Benevento | Stadio Mimmo Rende\| Arbitro: \| Lucenti (Mestre) \| |
| Arbitro:                                   | Lucenti (Mestre) |       |                    |                                                      |

| Arbitro: | Borelli (Roma) |

|                 |           |  |
| Bertuccelli 18’ | Marcatori |  |

| Arbitro: | Ciulli (Roma) |

|                          |           |  |
| Murciano 63’ Sardone 65’ | Marcatori |  |

| Arbitro: | Palanca (Roma) |

|                           |           |  |
| De Simone 48’ Galassi 81’ | Marcatori |  |

| Arbitro: | Pieri (Genova) |

|            |           |                     |
| Natale 41’ | Marcatori | 75’ (rig.) F. Marra |

| Benevento 22 marzo 1999 27ª giornata | Sporting Benevento         | 0 – 0 | Chieti | Stadio Santa Colomba\| Arbitro: \| Ciccoianni (Ascoli Piceno) \| |
| Arbitro:                             | Ciccoianni (Ascoli Piceno) |       |        |                                                                  |

| Arbitro: | Maselli (Lucca) |

|                               |           |  |
| Monaco 62’ (rig.) Maschio 79’ | Marcatori |  |

| Benevento 9 aprile 1999 29ª giornata | Sporting Benevento | 0 – 0 | Astrea | Stadio Santa Colomba\| Arbitro: \| Cenni (Imola) \| |
| Arbitro:                             | Cenni (Imola)      |       |        |                                                     |

| Arbitro: | Benedetti (Vicenza) |

|  |           |                 |
|  | Marcatori | 61’ Bertuccelli |

| Arbitro: | Marino (Roma) |

|                          |           |               |
| F. Marra 57’ Mariani 66’ | Marcatori | 51’ D'Onofrio |

| Arbitro: | Girardi (San Donà di Piave) |

|                 |           |                 |
| Balestrieri 31’ | Marcatori | 22’ Bertuccelli |

| Benevento 7 maggio 1999 33ª giornata | Sporting Benevento | 0 – 0 | Catanzaro | Stadio Santa Colomba\| Arbitro: \| Ledda (Alghero) \| |
| Arbitro:                             | Ledda (Alghero)    |       |           |                                                       |

| Arbitro: | Cruciani (Pesaro) |

|            |           |  |
| Torino 65’ | Marcatori |  |

#### Play-off
| Arbitro: | Pieri (Genova) |

|                             |           |            |
| Petitto 36’ Bertuccelli 41’ | Marcatori | 7’ Bonacci |

| Arbitro: | Dondarini (Finale Emilia) |

|           |           |           |
| Selva 87’ | Marcatori | 67’ Campo |

| Arbitro: | Soffritti (Ferrara) |

|                               |           |                 |
| Bertuccelli 66’ Compagno 109’ | Marcatori | 63’ Scaringella |

### Coppa Italia
| 23 agosto 1998 1ª giornata |  | – Turno di riposo Benevento |  |  |

| Arbitro: | Urbano (Carbonia) |

|                                             |           |                                           |
| Mosca 12’ Califano 38’, 90+2’ Ambrosino 48’ | Marcatori | 22’, 85’ (rig.) D'Isidoro 74’ Bertuccelli |

| Benevento 30 agosto 1998 3ª giornata | Sporting Benevento | 0 – 0 | Cavese | Stadio Santa Colomba\| Arbitro: \| Dattilo (Locri) \| |
| Arbitro:                             | Dattilo (Locri)    |       |        |                                                       |

| Arbitro: | Manari (Teramo) |

|                    |           |  |
| Gori 16’ Loria 39’ | Marcatori |  |

| Arbitro: | Carlucci (Molfetta) |

|              |           |                        |
| Galliano 45’ | Marcatori | 10’ Procopio 16’ Feola |